# Pseudoleskea setschwanica
Pseudoleskea setschwanica är en bladmossart som beskrevs av Brotherus 1924. Pseudoleskea setschwanica ingår i släktet Pseudoleskea och familjen Leskeaceae. Inga underarter finns listade i Catalogue of Life.